# Temporada 2022-2023 del Club Joventut Badalona
La temporada 2022-2023 és la 94a temporada del Club Joventut Badalona des de la seva fundació. La Penya disputa la seva 67a temporada a la màxima categoria del bàsquet espanyol i participa a l'Eurocup per quarta temporada consecutiva. Aquesta temporada la Penya tenia assegurada la seva participació a la Copa ACB per ser l'amfitrió d'aquesta edició. No obstant, l'equip va aconseguir classificar-se també per mèrits esportius finalitzant la primera volta en setena posició.
En el mes de setembre el Joventut disputa a Sevilla les semifinals de la Supercopa espanyola, quedant eliminat davant el Barcelona per 91 a 74. També en el mes de setembre es disputà la lliga catalana, perdent novament davant el Barcelona (92—82), però aquesta vegada a la final. Prèviament, a les semifinals el Joventut havia eliminat el BAXI Manresa.
El Joventut finalitza la primera volta en sisena posició, fet que li permet disputar la Copa per dret propi tot i que ja es trobava classificada per ser Badalona la ciutat organitzadora. Després d'eliminar el Baskonia a la primera ronda, perd a semifinals davant del Lenovo Tenerife als darrers segons i no pot jugar la final davant l'Unicaja, qui s'acabaria enduent el títol.
En el mes d'abril cau derrotada a les semifinals de l'Eurocup davant el Gran Canària (89—86), equip que tenia el factor camp a favor per haver tingut una millor classificació a la fase de grups.
Pel que fa a la lliga l'equip dirigit per Carles Duran finalitza la fase regular en setena posició, classificant-se d'aquesta manera per disputar el playoff davant el Baskonia, que va ser el segon millor equip de la competició. Gràcies a unes excepcionals actuacions de Kyle Guy el Joventut elimina l'equip basc a quarts de final per la via ràpida (0—2). En el primer dels dos partits Guy aconsegueix 36 punts, convertint-se en el màxim anotador en un partit de playoff de la Penya, superant el rècord que ostentava Villacampa des de 1993. A semifinals la Penya cauria davant el Reial Madrid amb un global de 3—1 a l'eliminatòria, després d'haver guanyat el primer partit a Madrid amb una altra exhibició de Guy.

## Plantilla

### Primer equip
| Club Joventut Badalona: Plantilla 2022-23 |                      |            |      |                                  |                            |
| #                                         | Jugador              | Pos.       | A.p  | Club de procedència              | Temporades al primer equip |
| 1                                         | Yannick Kraag        | Aler       | 2.02 | Joventut Badalona - Bàsquet Base | 1                          |
| 2                                         | Pep Busquets         | Escorta    | 1.97 | Joventut Badalona - Bàsquet Base | 4                          |
| 4                                         | Pau Ribas            | Escorta    | 1.94 | Barça                            | 4/3                        |
| 9                                         | Kyle Guy             | Escorta    | 1.88 | Cleveland Charge                 | 1                          |
| 10                                        | Vladimir Brodziansky | Aler pivot | 2.10 | Partizan de Belgrad              | 2/1                        |
| 11                                        | Henry Ellenson       | Aler pivot | 2.08 | Monbus Obradoiro                 | 1                          |
| 14                                        | Albert Ventura (C)   | Escorta    | 1.92 | Joventut Badalona - Bàsquet Base | 13                         |
| 16                                        | Guillem Vives        | Base       | 1.92 | València Basket                  | 2/2                        |
| 22                                        | Andrés Feliz         | Base       | 1.83 | Club Bàsquet Prat                | 2                          |
| 35                                        | Simon Birgander      | Pivot      | 2.09 | Clavijo Logroño                  | 6                          |
| 44                                        | Joel Parra           | Aler pivot | 2.02 | Joventut Badalona - Bàsquet Base | 4                          |
| 88                                        | Ante Tomić           | Pivot      | 2.17 | Barça                            | 3                          |

- El nom del jugador en negreta indica que el jugador ha passat pel Bàsquet Base
- El fons verd indica que el jugador s'ha incorporat al primer equip aquesta temporada

### Equip tècnic
| Club Joventut Badalona: equip tècnic 2022-23 |                         |
| Membre                                       | Funció                  |
| Carles Duran                                 | Entrenador              |
| Pau Del Tio                                  | Entrenador ajudant      |
| Dani Miret                                   | Entrenador ajudant      |
| Adrià Delgado                                | Delegat                 |
| Dani Moreno                                  | Preparador físic        |
| Antoni Mora                                  | Cap dels Serveis Mèdics |

### Baixes
| Baixes a l'inici de temporada |            |                 |
| Jugador                       | Pos.       | Destí           |
| Brandon Paul                  | Escorta    | Ratiopharm Ulm  |
| Vladimir Brodziansky          | Aler pivot | Bahçesehir      |
| Ferran Bassas                 | Base       | Gran Canaria    |
| Derek Willis                  | Aler pivot | Reyer Venezia   |
| Arturs Zagars                 | Base       | Nevezis Optibet |

| Baixes durant la temporada |            |                       |
| Jugador                    | Pos.       | Destí                 |
| Jarrod Jones               | Aler pivot | Suwon KT Sonicboom    |
| William Howard             | Aler       | -                     |
| Zsombor Maronka            | Aler       | Real Betis Baloncesto |